# Balchašsko-alakolská pánev
Balchašsko-alakolská pánev (kazašsky Балқаш-Алакөл бассейн, Balqaš-Alaköl bassejn, rusky Балхаш-Алакольская котловина, Balhaš-Alakol'skaja kotlovina) je sníženina v jihovýchodním Kazachstánu. Ze severozápadu je ohraničená slaným jezerem Balchaš, z východu pohořími Tarbagataj a Džungarský Alatau na kazašsko-čínské hranici, z jihu pohořím Ťan-šan. Pánví protéká řeka Ili, spojení se světovým oceánem ale chybí a voda se odpařuje z Balchaše. V pánvi leží i další velká kazašská jezera, Alaköl a Sasykköl. Nadmořská výška se pohybuje kolem 400 m. Průsmyk Džungarská brána mezi Tarbagatajem a Džungarským Alatau spojuje tuto pánev s Džungarskou pánví v čínském Ujgursku.